# Embusen
 (juillet 2016).
Si vous disposez d'ouvrages ou d'articles de référence ou si vous connaissez des sites web de qualité traitant du thème abordé ici, merci de compléter l'article en donnant les références utiles à sa vérifiabilité et en les liant à la section « Notes et références ».

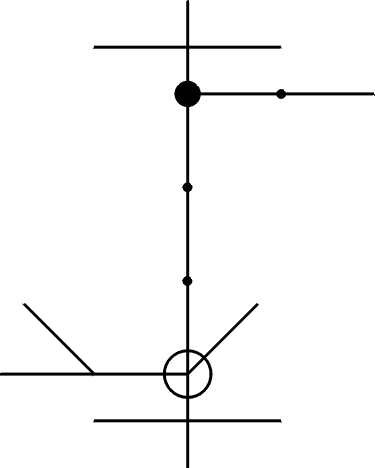
Exemple d'Embusen

Embusen est un mot japonais utilisé dans le karaté pour faire référence au lieu où le kata commence et à sa ligne de déplacement. Presque tous les kata commencent et se terminent au même point d'embusen (Kiten).[réf. nécessaire]

## Explication
La ligne d'embusen varie pour chaque groupe de katas. Par exemple, pour le groupe de kata Shotokan Tekki, on a une ligne droite. Il suit la forme d'une lettre majuscule de la lettre I pour le groupe de kata Heian, et également pour la série Taikyoku. Dans les katas supérieurs comme Kanku Dai et Gojushiho Dai et Gojushiho Sho, mais également pour les kata Seipai et Kururumfa dans le style Goju-ryu, on trouve des exemples d'embusen plus complexes pour entraîner le pratiquant à une défense sur des angles et des pas plus difficiles. Quel que soit le kata, l'embusen est une donnée fixe caractéristique au style.[réf. nécessaire]

## Le rôle de l'embusen
Les katas ont un début et une fin autour d'un même point. L'intérêt est simplement d'autoriser des déplacements qui doivent être exécutés dans un temps très court dans l'espace. La règle de l'embusen consiste à dire que chacun des mouvements dans une direction doit être symétrique et compté à l'équivalent du nombre de mouvements dans la direction opposée. Dans le style d'Okinawa, ce nombre est fixé à trois, toute direction confondue.[réf. nécessaire]